# Jaap Fijnvandraat
Jacob Gerrit (Jaap) Fijnvandraat (Amersfoort, 30 november 1925 – Eindhoven, 31 maart 2012) was een Nederlandse evangelist. Hij was een van de leidende figuren binnen de Nederlandse Vergadering van Gelovigen.

## Levensloop
Fijnvandraat groeide samen met zijn oudere broer Johan op binnen de Vergadering. Hij werd onderwijzer voordat hij in 1959, net als zijn broer, fulltime als evangelist aan de slag ging. Samen met zijn broer was hij tientallen jaren betrokken bij het evangelisatiewerk, met name in Friesland. Daarbij maakten de broers onder andere gebruik van twee oude stadsbussen.
Naast het evangelisatiewerk was Fijnvandraat op tal van andere terreinen actief. Zo was hij de oprichter van de stichting Oase en stichting Wat zegt de Bijbel. Deze verzorgden respectievelijk jeugdkampen en schriftelijke Bijbelcursussen. Daarnaast was de evangelist betrokken bij de oprichting van de Evangelische Hogeschool en Evangelische Omroep.
Samen met zijn broer Johan, Willem Ouweneel, Dato Steenhuis en Henk Medema stond Fijnvandraat bekend als vijf van de  “werkende broeders”. Zij gaven allen veel spreekbeurten in christelijk Nederland en waren de bekendste vertegenwoordigers van de Vergadering. De broers bevonden zich oorspronkelijk meer op de linkerflank van de Vergadering. De linkerflank is meer gericht op vernieuwingen, bijvoorbeeld vrouwen die liederen mogen opgeven en gebeden verzorgen en oudsten die de leiding krijgen in de gemeente.
In de loop van de tijd werden zij links ingehaald door Medema en Ouweneel die in de jaren negentig het charismatische gedachtegoed de Vergadering binnen brachten. Daar moest Fijnvandraat niets van weten. Internationaal kwamen zij bekend te staan als de "Dutch five" toen zij in conflict kwamen met vertegenwoordigers van de Duitse Vergadering van Gelovigen over de naamgeving van verschillende kerken.